# Leucotmemis felderi
Leucotmemis felderi är en fjärilsart som beskrevs av Rothschild 1911. Leucotmemis felderi ingår i släktet Leucotmemis och familjen björnspinnare. Inga underarter finns listade i Catalogue of Life.